# Grindsted Engsø
Grindsted Engsø er en kunstig sø i den vestlige udkant af Grindsted, anlagt i 1971–72. Søen er på 30 hektar og er beliggende i Grindsted Ådal. Middeldybden er ca. 1 meter.

## Brug til rensning af overfladevand og spildevand
Grindsted Engsø har været brugt til rensning af overfladevand og forurenet vand fra Grindstedværket. Det medførte i 1980'erne og 1990'erne stor algevækst på grund tilledning og ophobning af næringsstoffer så søen blev til en "grøn algesuppe" med ringe sigtedybde.

## Sørestaurering
Tilledningen af spildevand stoppede i 1997, og i 1998 blev der lavet et nyt åvandsindtag. I 2003-2007 blev der lavet en sørestaurering hvor ca. 5 tons skaller og brasen blev fjernet fra søen.

## Forureningen fra Grindstedværket
Bundslammet og fiskene i søen er forurenet med tungmetaller som kviksølv, arsen, nikkel, barium, cadmium, zink og bly. Derfor er det forbudt at spise fisk fanget i søen. Det er også forbudt at bade, surfe og sejle med motor i søen. Forbuddet gælde også hunde. Årsagen til forbuddet er at hvis der rodes op i bunden kan bundmateriale med kviksølv komme op i iltholdigt vand og omdannes til metylkviksølv som er meget farligt for mennesker og dyr.
Prisen for at rense bundslammet kan være 57 mio kr.